# Newsies (film)
Newsies is een Amerikaanse Musicalfilm uit 1992. De film werd geregisseerd door Kenny Ortega. De film is gebaseerd op de staking van de New Yorkse krantenjongens in 1899. De film bevat 12 nummers geschreven door Jack Feldman en gecomponeerd door Alan Menken.

## Verhaal
Jack Kelly (Christian Bale) is een van de duizenden dakloze en weeskinderen in New York die werken als krantenjongen om te kunnen overleven. Jack en de andere "Newsies" werken voor Joseph Pulitzer, de uitgever van de New York World. Als de uitgever van de New York World beslist om de prijs van de kranten voor de Newsies te verhogen, komen deze in actie en leggen het werk neer.

## Cast
| Acteur              | Personage                              |
| ------------------- | -------------------------------------- |
| Christian Bale      | Jack "Cowboy" Kelly / Francis Sullivan |
| David Moscow        | David Jacobs                           |
| Bill Pullman        | Bryan Denton                           |
| Robert Duvall       | Joseph Pulitzer                        |
| Ann-Margret         | Medda Larkson                          |
| Luke Edwards        | Les Jacobs                             |
| Ele Keats           | Sarah Jacobs                           |
| Aaron Lohr          | Mush Meyers                            |
| Max Casella         | Racetrack Higgins                      |
| Michael A. Goorjian | Skittery                               |
| Gabriel Damon       | Spot Conlon                            |
| Marty Belafsky      | Crutchy                                |
| Jeffrey DeMunn      | Mayer Jacobs                           |
| Deborra-Lee Furness | Esther Jacobs                          |
| Kevin Tighe         | Mister Snyder                          |
| Michael Lerner      | Weasel/Weisel                          |
| Shon Greenblatt     | Oscar Delancey                         |
| David Sheinkopf     | Morris Delancey                        |
| Charles Cioffi      | Don Seitz                              |
| William Boyett      | Judge Monahan                          |
| Marc Lawrence       | Mr. Kloppman                           |
| Arvie Lowe, Jr.     | Boots Arbus                            |
| Dominic Lucero      | Bumlets                                |
| Kevin Stea          | Swifty "The Rake"                      |

## Muziek
De muziek en de liedjes in de film werden gecomponeerd door Alan Menken. De teksten van de liedjes werden geschreven door Jack Feldman. De liedjes uit de film werden op 10 april 1992 uitgebracht.
| Nr. | Titel                         | Duur |
| --- | ----------------------------- | ---- |
| 1.  | Newsies Prologue              | 0:48 |
| 2.  | Carrying the Banner           | 6:15 |
| 3.  | Santa Fe                      | 4:18 |
| 4.  | My Lovey-Dovey Baby           | 1:30 |
| 5.  | Fightin' Irish: Strike Action | 1:50 |
| 6.  | The World Will Know           | 3:20 |
| 7.  | Escape from Snyder            | 2:08 |
| 8.  | Seize the Day                 | 2:01 |
| 9.  | King of New York              | 2:25 |
| 10. | High Times, Hard Times        | 2:54 |
| 11. | Seize the Day (Koor)          | 1:12 |
| 12. | Santa Fe (Reprise)            | 1:49 |
| 13. | Rooftop                       | 3:13 |
| 14. | Once and for All              | 2:24 |
| 15. | The World Will Know (Finale)  | 1:50 |
| 16. | Carrying the Banner (Finale)  | 6:20 |

## Ontvangst
De film ontving van de critici gematigde tot negatieve recensies. Ook bij het publiek werd de film slecht onthaald, waardoor de film uiteindelijk een "Box Office Flop" werd.

## Prijzen en nominaties
| Prijs                          | Categorie                                           | Naam | Resultaat   |
| ------------------------------ | --------------------------------------------------- | --- | ----------- |
| 14e Young Artist Award         | Outstanding Young Ensemble Cast in a Motion Picture | Christian Bale, David Moscow, Luke Edwards, Max Casella, Marty Belafsky, Arvie Lowe, Jr., Aaron Lohr, Gabriel Damon, Shon Greenblatt and Ele Keats | Genomineerd |
| 15th Stinkers Bad Movie Awards | Worst Picture                                       | | Genomineerd |
| Golden Raspberry Awards 1993   | Worst Picture                                       | | Genomineerd |
| Worst Picture                  |                                                     | | Genomineerd |
| Worst Director                 | Kenny Ortega                                        | | Genomineerd |
| Worst Supporting Actor         | Robert Duvall                                       | | Genomineerd |
| Worst Supporting Actress       | Ann-Margret                                         | | Genomineerd |
| Worst Original Song            | "High Times, Hard Times"                            | Gewonnen |             |

## Theater adaptatie
Walt Disney Theatrical Productions maakte van de film een theater-musical die in 2011 in het Paper Mill Playhouse in New Jersey in première ging. De musical werd in tegenstelling tot de film waarop hij gebaseerd was goed onthaald door critici en publiek.
Tussen 2012 en 2014 speelde de musical in het Nederlander Theatre op Broadway. Nadat de musical werd stopgezet op Broadway, werd bekend dat er een Nationale Tour door de Verenigde Staten zou komen.
De musical bevat een aantal van de liedjes uit de film. Componist Alan Menken en liedschrijver Jack Feldman schreven voor de theaterversie een aantal nieuwe liedjes.